# 次仁卓嘎
次仁卓嘎（藏語：ཚེ་རིང་སྒྲོལ་དཀར，威利转写：tshe ring sgrol dkar，1943年7月—），女，藏族，西藏乃东人，中华人民共和国政治人物，曾任西藏自治区人民政府副主席，西藏自治区政协副主席。